# Philippe Flajolet

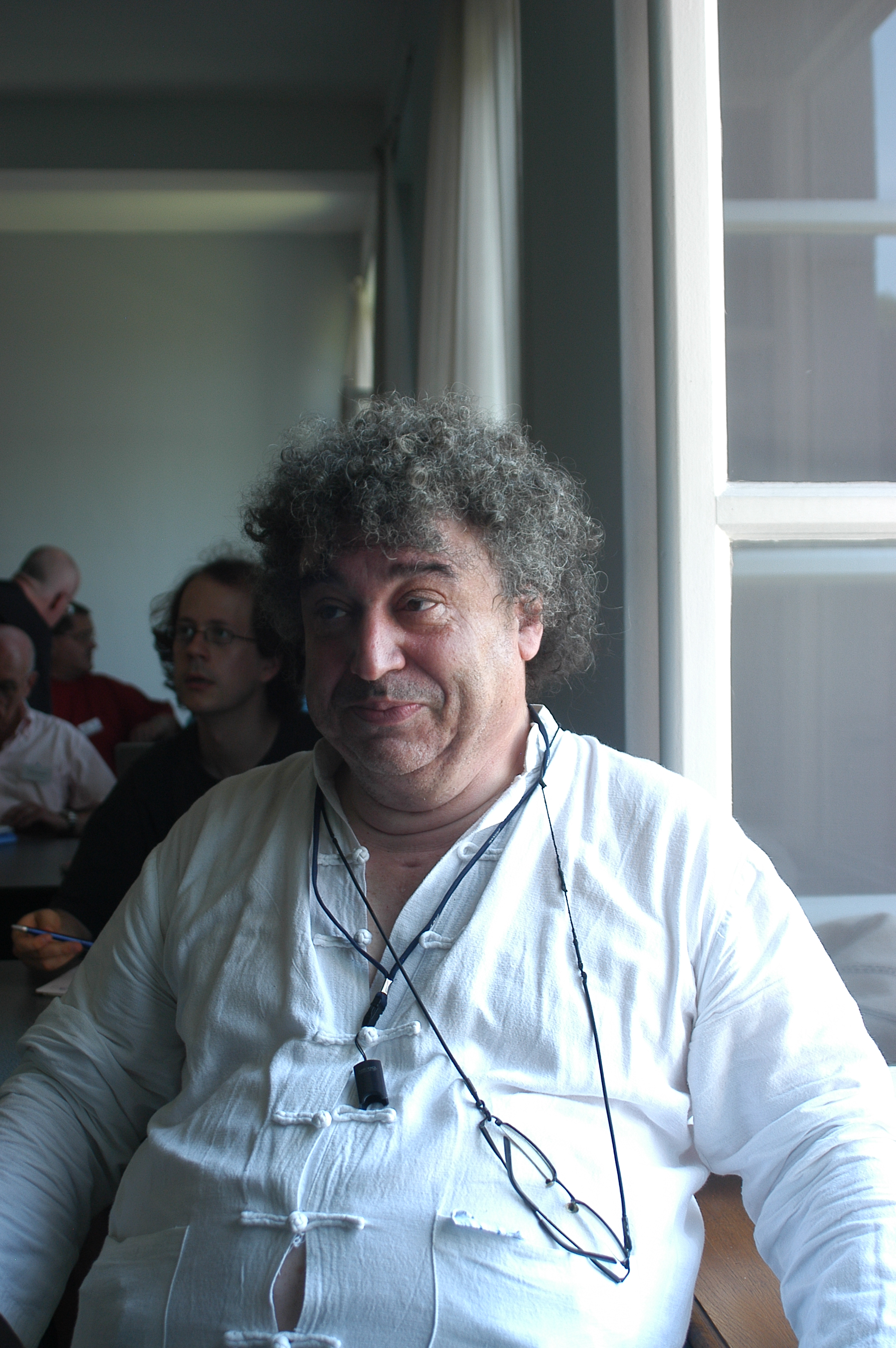
Philippe Flajolet

Philippe Flajolet (* 1. Dezember 1948 in Lyon; † 22. März 2011 in Paris) war ein französischer Mathematiker und Informatiker.

## Leben und Wirken
Philippe Flajolet studierte ab 1968 an der École polytechnique. Nach dem Abschluss 1971 war er am Institut national de recherche en informatique et en automatique, wo er den Rest seiner Karriere blieb. 1976 gründete er am Institut die Algol Gruppe mit Jean Vuillemin, die sich der Analyse von Algorithmen widmete und die er ab 1981 leitete. Er arbeitete dort auch eng mit Jean-Marc Steyaert. 1973 wurde er an der Universität Paris VII promoviert und 1979 an der Universität Paris XI in Mathematik und Informatik habilitiert (Doctorat és Sciences).
In seiner wissenschaftlichen Arbeit beschäftigte er sich vorwiegend mit der Analyse von Algorithmen. Gemeinsam mit Robert Sedgewick entwickelte er hierzu die analytische Kombinatorik.

## Ehrungen
- 1986 Grand Prix Scientifique der Union des assurances
- 1993 korrespondierendes Mitglied des Académie des sciences
- 1994 Prix Michel Montpetit der Académie des sciences
- 1995 Ordentliches Mitglied der Academia Europaea[3]
- 2002 Invited Speaker auf dem Internationalen Mathematikerkongress in Peking (Singular combinatorics).
- 2003 volles Mitglied des Académie des sciences
- 2004 Silbermedaille des CNRS
- 2010 Ritter der Ehrenlegion
- Mit Robert Sedgewick erhielt er für 2019 den Leroy P. Steele Prize für ihr Buch Analytic Combinatorics.

## Werke
- mit Robert Sedgewick: An Introduction to the Analysis of Algorithms. 2. Auflage. Addison-Wesley, Boston, Mass. 1995, ISBN 0-201-40009-X.
- mit Robert Sedgewick: Analytic Combinatorics. CUP, Cambridge 2009, ISBN 978-0-521-89806-5; PDF (12,1 MB).
- Random tree models in the analysis of algorithms. INRIA, Rocquencourt 1987 (Rapports de recherche; Band 729).
- mit Andrew Odlyzko: Singularity analysis of generating functions. University Press, Stanford, Calif. 1988.